# Klaas Woldendorp
Klaas Woldendorp (ur. 12 lutego 1871 w Delfcie, zm. 28 lutego 1936 w Rotterdamie) – holenderski strzelec, olimpijczyk.
Brał udział w Letnich Igrzyskach Olimpijskich 1920. Sklasyfikowany został w dwóch konkurencjach: pistolecie dowolnym z 50 metrów, w którym jego miejsce jest nieznane; prawdopodobnie zajął miejsce w okolicach 20. pozycji. W konkurencji drużynowej zajął 10. miejsce.

## Wyniki olimpijskie
| Igrzyska | Konkurencja                       | Wynik                                          | Miejsce    | Źródło |
| -------- | --------------------------------- | ---------------------------------------------- | ---------- | ------ |
| IO 1920  | Pistolet dowolny, 50 m            | 443 punkty                                     | ?          | [ 1 ]  |
| IO 1920  | Pistolet dowolny, 50 m, drużynowo | 2123 punkty drużynowo 443 punkty indywidualnie | 10 (na 13) | [ 2 ]  |